# Krokus (skulptur)

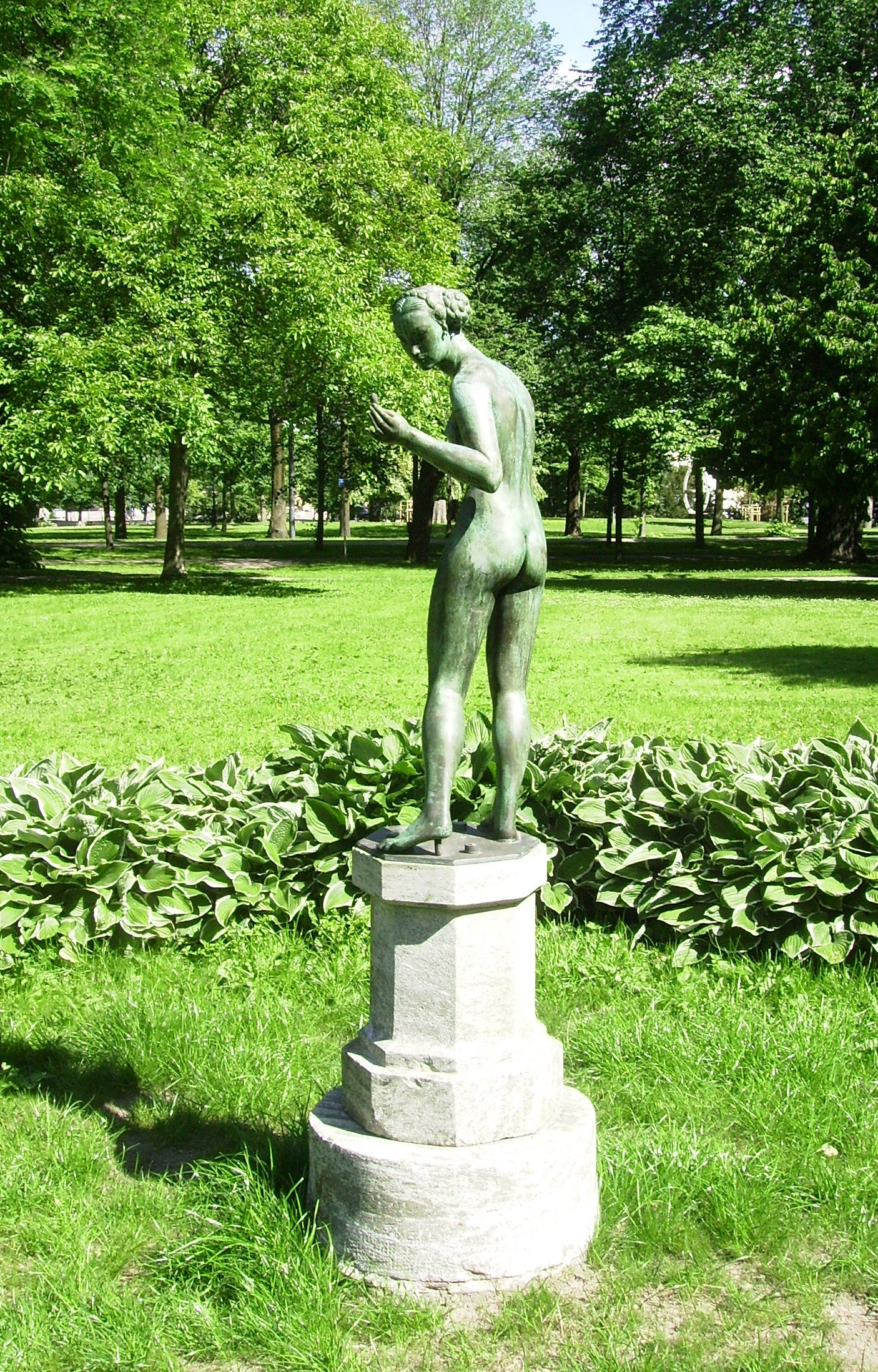
Krokus i Göteborg

Krokus, eller Crokus, är en bronsskulptur av Tore Strindberg. Den avbildar en naken stående flicka med krokus i vänster hand.
Krokus finns bland annat på Stadshusterrassen i Stockholm, i Kungsparken nedanför Vasaplatsen i Göteborg, i Rosengården i Karlshamn och på Caroli kyrkbacke i Borås. En version finns även i stadsparken i Lysekil, dit den skänktes dit av direktör Eskil Kihlberg. Skulpturen i Lysekil försvann i mars 2020, och återfanns på botten av Norra hamnen i juni samma år.
Exemplaret i Stockholm restes 1925, det i Göteborg 1928 som gåva till staden av grosshandlaren Wilhelm Henriques.